# Once Upon a Time in New York: The Birth of Hip Hop, Disco and Punk
Once Upon a Time in New York: the Birth of Hip Hop, Disco and Punk je britský dokumentární film z roku 2007. Zabývá se newyorskou hudební scénou, od punkové, přes disco až po hip hopovou. Ve filmu vystupovali například John Cale, Richard Hell, Jayne County a Chuck D. Jeho režisérem byl Benjamin Whalley. Premiéru měl 5. března roku 2007 na BBC.